# Финале (Падова)
Финале је насеље у Италији у округу Падова, региону Венето.
Према процени из 2011. у насељу је живело 206 становника. Насеље се налази на надморској висини од 4 м.